# Arrhenopterum
Arrhenopterum là một chi rêu trong họ Aulacomniaceae.